# Можайское шоссе (автодорога)
Можа́йское шоссе́ (Старая Смоленская дорога) — автодорога в Московской области, проходящая параллельно Минскому шоссе, соединяющая Москву с Можайском и другими городами и посёлками на западе области: Одинцово, Кубинкой, Дорохово, Бородино. Проходит по территории трёх городских округов: Одинцовского, Рузского и Можайского. Трасса регионального значения.
Заканчивается на пересечении с дорогой Р90 «Тверь — Уваровка». Остатком Старой Смоленской дороги в Смоленской области является частью автодороги Р134 «Смоленск — Вязьма — Зубцов».

## История

### Смоленское княжество
Шоссе названо по старинной Можайской дороге, ведшей в город Можайск, который с XIII века охранял восточную границу Смоленского княжества, а позже западные подступы к Москве. Можайская дорога была частью пути, который с XV века соединял Москву и Смоленск. Этот путь носил также названия Смоленской и Старой Смоленской дороги (в середине XVII века была проложена Новая Смоленская дорога). В XVIII веке дорога начиналась от Дорогомиловской заставы в Москве. Современное Можайское шоссе (автодорога А 100) с началом от автодороги А 107 (Московского малого кольца) является частью старого Можайского тракта — дороги от Москвы до Можайска, в свою очередь бывшего частью Старой Смоленской дороги.

### Отечественная война 1812 года
В начале XIX века Большая Смоленская дорога проходила через следующие населённые пункты: деревня Сетунь, деревни Ивановское и Мамонова, за которой начинался Звенигородский уезд. Далее дорога шла через село Адинцово, село Покровское, деревню Юдину, село Перхушково, деревню Жаворонки, Малые Вязёмы, село Никольское, деревню Чисцы, деревню Татарки и выходила на земли Верейского уезда. На участке от Сетуни до Перхушково дорога почти совпадала с современным Можайским шоссе, отклоняясь вправо за Перхушково, у деревни Чисцы она снова шла по направлению Можайского шоссе. Через Подлипки Верейского уезда дорога направлялась к селу Кубинское, где действовала вторая почтовая станция, на деревни Репище, Асанову (Нара). По Рузскому уезду Большая Смоленская дорога шла через село Крымское, деревню Головкову, деревни Копань и Кузминское. Снова пересекая земли Верейского уезда, дорога выходила в Можайский уезд, последним населённым пунктом перед Можайском на дороге была деревня Кожухова. От Москвы до Можайска насчитывалось три почтовые станции: Перхушково в 27 верстах от Москвы, Кубинское в 53 верстах и Головкова в 75 верстах.
По Старой Смоленской дороге шло отступление французской армии под командованием Наполеона во время Отечественной войны 1812 года.

### Можайский тракт во второй половине XIX века
1 января 1864 года Александр II подписал Указ «О создании губернских и уездных земских учреждений», а также Положение, которое регламентировало формирование земских учреждений и разграничивало их функции на уровне губерний и уездов. В круг деятельности губернских земских учреждений входило в числе прочего разделение дорог на губернские и уездные. В марте 1866 года было утверждено отнесение путей сообщения к губернским и уездным. Участок Можайского тракта протяжённостью 7,066 вёрст, а также участки Дмитровского тракта (2,702 версты) и Котловского шоссе (2,25 версты) были переданы в ведение земства Строительным отделением Московского губернского правления в октябре 1867 года.
Дорожная деятельность в Московской губернии осуществлялась за счёт подушного оклада — 32 копейки с подлежащей обложению души и средств губернского земского сбора. Согласно постановлению Губернского собрания, принятому в сентябрьскую сессию 1867 года, губернские дороги содержались на средства из губернского земского сбора, вопрос финансирования и «способа отправления повинности» при содержании уездных дорог был оставлен на усмотрение уездов. При рассмотрении доклада Губернской управы о дорогах в западной части Московской губернии (1866) было признано, что Можайская дорога является «самой важной из всех дорог» губернии. Однако на тот момент она не была включена в число земских, поэтому её невозможно было реконструировать (шоссировать) за счёт земских средств. В 1867 году Можайское уездное земское собрание констатировало, что из губернского земского сбора ежегодно на ремонт Можайского тракта тратится «значительная сумма», однако качество работ неудовлетворительное, и во время весенних и осенних дождей проезд по тракту «чрезвычайно затруднён».
По Можайскому тракту через деревни Кожино и Старо-Николаево и Можайск проходил почтовый путь до Рузы, использовавшийся до последней четверти XIX века, когда была открыта Московско-Брестская железная дорога. В Старо-Николаево работала паромная переправа через реку Москву. Из Рузской почтовой конторы корреспонденция уже доставлялась по всему Рузскому уезду, и его дальние части получали почту с большим запозданием — через две-три недели.
В конце XIX века Можайский уезд оставался единственным в Московской губернии, где не было ни одного земского или казённого шоссе. Можайский тракт (грунтовая дорога), протяжённостью в границах уезда 28 вёрст (в том числе мост через реку Колочу в селе Бородино) содержался губернским земством.
В. Мейен в своей работе «Россия в дорожном отношении» (1902) приводит следующие данные относительно Можайского шоссе, находящегося в то время в числе земских дорог: шоссе построено в 1868—1888 годах «в несколько приёмов», его протяженность 77,840 версты, с учётом ответвления к станции Одинцово Московско-Брестской железной дороги. Оно начиналось от Сетуньской заставы в Москве и шло на юго-запад к Можайску по землям уездов Московского, Звенигородского и Верейского через двадцать четыре населённых пункта. Ширина дорожной полосы 30 саженей, дорожного полотна — 5 саженей, каменной дорожной одежды — 2,5 сажени.

### XX век — настоящее время
Параллельно Можайскому шоссе, в обход большинства городов и посёлков было проложено Минское шоссе. Из-за этого Можайское шоссе потеряло своё первоначальное международное значение и сейчас является трассой областного значения.
Администрация Одинцовского района установила на шоссе рекламные арки с надписью «Старая Смоленская дорога» на пересечении с Минским шоссе и в центре города Одинцово.

## Повороты, съезды и эстакады
- 32 км — поворот к станции Пионерская.
- 44 км — малое московское кольцо (трасса А107, в простонародии первая или малая Бетонка)